# Renzo Omar Ruggiero
Renzo Omar Ruggiero (nacido en Rosario el 22 de febrero de 1983) es un exfutbolista argentino. Se desempeña como mediocampista e hizo su debut en Rosario Central.

## Carrera
Ruggiero debutó en Rosario Central en el Apertura 2002, en un encuentro ante Banfield, que el canalla ganó 1 a 0, en el inicio del segundo ciclo de Miguel Ángel Russo al frente del canalla. Hasta mediados de 2005 disputó 21 partidos, incluyendo tres encuentros por la Copa Libertadores 2004.  Pasó luego a Talleres de Córdoba, donde sufrió una lesión que lo dejó varios meses sin poder jugar. En 2007 pasó a jugar al fútbol de ascenso español, y luego al italiano, donde ganó varios ascensos y cosechó prestigio, al punto que se lo llamó "el ilusionista". Consiguió subir de Eccellenza (6ª división italiana) a Serie D (5ª división) con Nardó (2010), Toma Maglie (2011) y Pro Italia Galatina (2012); mientras que de Promozione a Eccellenza lo hizo con Casarano Calcio (2013). En 2014 retornó a Argentina para jugar en Guillermo Brown de Madryn en el Torneo Federal A, consiguiendo el ascenso a la Primera B Nacional. Luego de jugar por PSM Fútbol en el Torneo Federal B durante 2015, arrancó el 2016 vistiendo la casaca de ADIUR, club de Rosario, disputando el Torneo Federal C. Luego pasó a PS Polri, equipo de Indonesia, que disputa la Bhayangkara Cup. En 2017 jugó para 9 de Julio de Arequito, en la Liga Casildense de Fútbol.
En la Selección Argentina Sub-20 año 2002 estuvo preleccionado para el Campeonato Sudamericano de dicha categoría en Uruguay en ese año y para el Mundial Sub-20 en Emiratos Árabes Unidos en el año 2003 en ambos casos no fue convcado en ninguno de los 2 eventos.

## Clubes
| Club                            | País      | Año       |
| ------------------------------- | --------- | --------- |
| Rosario Central                 | Argentina | 2002-2005 |
| Talleres (Córdoba)              | Argentina | 2005-2007 |
| San Sebastián de los Reyes      | España    | 2007-2008 |
| Aprilia                         | Italia    | 2008      |
| Nardò                           | Italia    | 2009-2010 |
| AS Toma Maglie                  | Italia    | 2011      |
| Pro Italia Galatina             | Italia    | 2012      |
| Casarano Calcio                 | Italia    | 2012-2014 |
| Guillermo Brown (Puerto Madryn) | Argentina | 2014      |
| Puerto San Martín Fútbol        | Argentina | 2015      |
| A.D.I.U.R                       | Argentina | 2016      |
| PS Polri                        | Indonesia | 2016      |
| A.D.I.U.R                       | Argentina | 2016      |
| 9 de Julio (Arequito)           | Argentina | 2017      |

## Selección Argentina
Ruggiero fue citado en varias ocasiones por Hugo Tocalli para integrar el Seleccionado sub-20. Fue parte del plantel que sirvió de sparring para la selección mayor durante la Copa Mundial de Fútbol de 2002.

## Palmarés
| Equipo                          | País      | Título                       | Año       |
| ------------------------------- | --------- | ---------------------------- | --------- |
| Nardò                           | Italia    | Ascenso a Serie D            | 2009-2010 |
| AS Toma Maglie                  | Italia    | Ascenso a Serie D            | 2010-2011 |
| Pro Italia Galatina             | Italia    | Ascenso a Serie D            | 2011-2012 |
| Casarano Calcio                 | Italia    | Ascenso a Eccellenza         | 2012-2013 |
| Guillermo Brown (Puerto Madryn) | Argentina | Ascenso a Primera B Nacional | 2014      |